# Aljoša Asanović
Aljoša Asanović (Split, 4 de desembre de 1965) és un exfutbolista croat, que ocupava la posició de migcampista.

## Trajectòria
Asanović va militar en un bon nombre d'equips. Es va formar a l'Hajduk Split i posteriorment va militar a França, Espanya, Anglaterra, Itàlia, Grècia, Austria i Austràlia, fins a retirar-se el 2002, de nou al conjunt de Split.
Però, el migcampista va destacar sobretot pel seu paper amb la selecció del seu país, una de les millors a mitjans de la dècada dels 90. Va disputar 62 partits amb Croàcia, tot marcant quatre gols. Va formar part del combinat del seu país que va acudir a l'Eurocopa d'Anglaterra 1996 i al Mundial de França de 1998. A la cita francesa, els croats van ser la sorpresa acabant tercers.
Després de la seua retirada, ha format part de l'equip tècnic de la seua selecció.